# Merrimac (Wisconsin)
Merrimac – miasto w Stanach Zjednoczonych, w stanie Wisconsin, w hrabstwie Sauk.